# Номацігенга
Номацігенга (Мацігенка) — аравацька мова, якою говорять у Перу. Вона доволі близька до мови мачігенга, тому деякі вважають, що номацігенга є її діалектом, бо, крім того, обидвома мовами говорить один народ — мачігенга. Більшість носіїв одномовні.

## Phonology
Згідно з Лоуренсом, номацігенга має такі голосні та приголосні фонеми:
|              | Губні | Зубні | Ясенні-середньопіднебінні | Задньоязикові | Глоткові | Не уточнено |
| ------------ | ----- | ----- | ------------------------- | ------------- | -------- | ----------- |
| Носові       | m     | n     |                           | ŋ (ng, n)     |          | N (n, m)    |
| Проривні     | p b   | t     |                           | k g           |          |             |
| Фрикативні   |       | s     | ʃ (sh)                    |               | h        |             |
| Африкати     |       | ts    | tʃ (ch)                   |               |          |             |
| Плавні       |       |       | ɾ (r)                     |               |          |             |
| Напівголосні |       |       | j (y)                     |               |          |             |

|         | Передні    | Середні    | Задні      |
| ------- | ---------- | ---------- | ---------- |
| Високі  | i, iː (ii) | ɨi (ë)     |            |
| Середні | e, eː (ee) |            | o, oː (oo) |
| Низькі  |            | a, aː (aa) |            |

## Граматика
Номацігенга — одна з небагатьох мов світу, що має дві різні каузативні форми на позначення того, чи мав той, хто спричинив дію, безпосереднє відношення до дії разом із її виконавцем, чи ні. Префікс ogi- означає, що той, хто спричинив дію, не мав відношення до дії, а суфікс -hag — що мав.
y-ogi-monti-ë-ri
3SG+M-CAUS1-перейти.річка-NFUT-3SG+M
i-tomi
3SG+M-син
"Він змусив свого сина перейти річку (він сказав йому це зробити)."
y-monti-a-hag-ë-ri
3SG+M-перейти.річка-E-CAUS2-NFUT-3SG+M
i-tomi
3SG+M-син
"Він змусив свого сина перейти річку (він йому допоміг)."